# MEMC Electronic Materials
MEMC Electronic Materials S.p.A. è una società italiana attiva nella produzione di componenti elettronici.
È parte del gruppo GlobalWafers Company.

## Storia

### Antefatto
Già dal 1961 nello stabilimento di Merano, frazione Sinigo, dove già si realizzavano fertilizzanti, Montedison aveva aperto un impianto sperimentale per la produzione di monocristalli e policristalli di silicio con i metodi Czochralski e float-zone.

### La nascita di Smiel
Nel 1970 tutto il sito venne convertito alla produzione e lavorazione del silicio fino ad arrivare al 1974 quando viene fondata SMIEL - Società Materiali Iperpuri per l’Elettronica S.p.A..
Due anni dopo la società si ingrandisce, aprendo il secondo stabilimento a Novara, assorbendo il laboratorio di ricerca sui semiconduttori del Istituto Donegani allora parte di Montedison, dove viene allocata la produzione di wafer. A Merano continua la realizzazione dei cristalli.
In quegli anni era definita leader italiano del settore e tra i primi produttori mondiali di wafer di silicio; nel Mineral Yearbook del 1980, Volume I, Metals and Minerals, redatto dal Bureau of Mines dell'US Department of The Interior, Smiel viene definita come "un importante fornitore di policristalli di silicio e wafer semiconduttori per l'industria americana dell'elettronica".
Nel 1980 occupa 250 dipendenti nell'impianto di Novara; lo stesso anno viene ceduta da Montedison a Dynamit Nobel AG, al prezzo di 40 milioni di euro, secondo quanto riportato dal già citato Mineral Yearbook.

### Il passaggio a Dynamit
Smiel seguirà le vicende della holding Dynamit Nobel, che, divenuta prima Dynamit Nobel Silicon Holdings poi DNS, fu acquistata da Huls, una società del gruppo tedesco Veba. DNS sarà fusa con il ramo d'azienda Materiali Elettronici di Monsanto, che già dal 1959 era attiva nel settore dei semiconduttori in silicio con siti negli Stati Uniti, in Europa, Giappone e Malaysia; diventa, quindi, nel 1984, MEMC Electronic Materials S.p.A., dal nome della controllante MEMC Electronic Materials Inc., con quartier generale a St. Peters, Missouri, acronimo di Monsanto Electronic Materials Company.
Nel libro Trent'anni al Donegani: come fare (e disfare) ricerca scientifica in Italia di Fabio Garbassi (Lampi di Stampa), si racconta che Schimberni rimpianse di aver ceduto Smiel, ma in quel momento non poteva fare altro.

### La proprietà E.ON e Texas Pacific Group
A fine 1999 Veba si fonde con Viag, dando origine ad E.ON, in cui confluisce anche Memc.
Nel 2001 E.ON vende il 71% di Memc a Texas Pacific Group, per 6 dollari simbolici; la società ha chiuso bilanci in perdita dal 1998 (810 milioni di euro nel 2001, 68 nel 2000, 219 nel 1999 e 240 nel 1998).
Una ricerca di ISFOL del 2006, Esperienze di validazione dell'apprendimento non formale e informale in Italia e in Europa, definisce MEMC l’unica produttrice in Italia e a livello mondiale di wafer di silicio.
Nel 2008 Memc registra 5.500 dipendenti, un fatturato pari a 2 miliardi di dollari (saliti a 2.7 miliardi nel 2011) e una capacità produttiva di 8.000 tonnellate.

### La fusione con SunEdison e l'arrivo di GlobalWafers
Nel 2009 acquista SunEdison, azienda americana di sistemi e servizi legati agli impianti fotovoltaici, per 200 milioni dollari e diventa, per assumerne poi, dal 2013, la denominazione: MEMC diventa SunEdison.
Dal 2016 è parte dell'azienda taiwanese GlobalWafers, terzo gruppo mondiale del comparto con il 17% del mercato, che ha rilevato SunEdison Semiconductor (la holding nella quale, nel frattempo la casa madre aveva conferito le attività ex MEMC a seguito della fusione e quarto player mondiale del mercato) per 683 milioni di dollari. Una seconda linea di produzione per wafer da 12" diventerà operativa a Novara nella seconda metà del 2023, grazie anche alla disponibilità di fondi europei IPCEI ME/CT.

## Dati economici
MEMC è l’unica azienda italiana che produce wafer di silicio monocristallino ed ha due stabilimenti, che riflettono la suddivisione della produzione a suo tempo decisa nel 1976; a Merano (250 dipendenti) sono prodotti i lingotti di silicio, a Novara (750 dipendenti) questi vengono tagliati in fette di silicio e lavorati. Attualmente la produzione è di circa 5 milioni di wafer da 8 pollici di diametro (200 mm circa) all’anno, con un fatturato di 300 milioni di euro, grazie a clienti come STMicroelectronics, Infineon, Bosch, NXP.

## Fonti
- gw-semi.com